# Mike Deodato
Mike Deodato (n. 23 de mayo de 1963 en Campina Grande, Paraíba), conocido también como Mike Deodato Jr., es el seudónimo profesional del historietista brasileño Deodato Taumaturgo Borges Filho.

## Biografía
Una de las primeras obras de Deodato fue una adaptación en formato de comic book fotográfico de la serie de televisión La Bella y la Bestia, publicada por Innovation Publishing. Deodato saltó a la fama en la industria del cómic estadounidense por su trabajo con el guionista William Messner-Loebs en Wonder Woman. Después de este proyecto, trabajó durante un breve período de tiempo como artista de The Mighty Thor, donde trabajó con el guionista Warren Ellis, y más tarde ilustró Glory para Extreme Studios, de Rob Liefeld, en Image Comics y Maximum Press.
A mediados de la década de 1990, su estilo era muy similar al de Jim Lee, pero en los años recientes ha cambiado por un estilo más simple, realista y en ocasiones taciturno. Su primer trabajo bajo su nueva identidad artística fue The Incredible Hulk, escrito por Bruce Jones. A partir de ese momento, ha trabajado en el spin-off de Doctor Strange titulado Witches y se convirtió en el artista regular de The Amazing Spider-Man y Los Nuevos Vengadores. Más tarde, Deodato ilustró el cómic de Marvel Thunderbolts, nuevamente en colaboración con Warren Ellis. En los años siguientes, fue seleccionado como artista regular de la serie Los Vengadores Oscuros, sucesora de Secret Invasion. Junto con el guionista Ed Brubaker, lanzó la serie Los Vengadores Secretos en mayo de 2010, antes de regresar a New Avengers.
En el 2014 dibuja en el crossover Marvel: "Original Sin".

## Obras
Ha ilustrado las siguientes historietas:

### Dark Horse
- Lady Death vs. Vampirella
- Star Wars Tales 7
- Xena #9-14

### DC
- Batgirl Anual #1 (2000)
- Batman #570 (1999)
- Batman 80-Page Giant #3 (entre otros artistas) (2000)
- Batman: Shadow of the Bat #87 (1999)
- Detective Comics #736 (1999)
- Legends of the DC Universe (Mujer Maravilla) #4-5 (1998)
- Mujer Maravilla, vol. 2, #0, 85, 90-100 (1994–95)

### Image
- Glory #1-10 (entre otros artistas) (1995–96)
- Jade Warriors #1-3 (1999–2000)
- WildC.A.T.S. #47 (con Ed Benes) (1998)

### Marvel
- Amazing Spider-Man (Spider-Man) #509-529; (Harry Osborn) #546 (2004–08)
- Los Vengadores #380-382, 384-385, 387-388, 390-391, 393-395, 397-402 (1994–96)
- Avengers, vol. 3, #61-62 (2003)
- Avengers: The Crossing (1995)
- Capitán América #616 (entre otros artistas) (2011)
- Los Vengadores Oscuros #1-16 (2009–10)
- Dark Avengers/Uncanny X-Men: Exodus (junto con Terry Dodson) (2009)
- Dream Police (2005)
- Elektra #1-19 (1996–98)
  - Elektra #-1 (1997)
- Incredible Hulk vol. 2, #447-453 (1996–97)
- Incredible Hulk, vol. 3, #50-54, 60-65, 70-72 (2003–04)
- Incredible Hulk: Hercules Unleashed (1996)
- Journey Into Mystery #503-506, 508-511 (1996–97)
- Moon Knight, vol. 2, #20 (2008)
- Los Nuevos Vengadores #17-20 (2006)
- New Avengers, vol. 2, #9-13 (junto con Howard Chaykin) (2011)
- New Avengers, vol. 2, #14-30 (2011-12)
- New Avengers Finale (entre otros artistas) (2010)
- Punisher: War Journal, vol. 2, #4 (2007)
- Los Vengadores Secretos # 1-4, 6-10 (2010–11)
- Spider-Man Unlimited #21-22 (1998)
- Thor vol. 1, #491-502 (1995)
- Thunderbolts #110-121 (2007–08)
- Thunderbolts Prelude (1997, vol. 2, #449)
- Tigra #1-4 (2002)
- Ultimates Anual #2 (2006)
- Witches #1-4 (2004)
- Wolverine, vol. 2, Anual #2 (2008)
- Wolverine: Origins #28-30 (2008–09)
- X-Men: Legacy #212 (junto con Scot Eaton) (2008)
- X-Men: Original Sin one-shot (2008)
- X-Men Unlimited #32 (2001)
- X.S.E., miniserie, #1-4 (1996–97)

### Otras editoriales
- Beauty and the Beast (Innovation)
- Death Kiss (desconocida)
- Lady Death #5-8 (Chaos!)
- Lady Death vs. Vampirella: Uncommon Ground (Chaos)
- Lost in Space (Innovation)
- Mack Bolan: The Executioner (desconocida)
- Purgatori (Chaos!)
- Quantum Leap (Innovation)
- Samuree, vol. 2, #3 (Continuity)
- Turok (Valiant)